# The X Factor (ötödik évad)
A brit The X Factor ötödik évada 2008 őszén került adásba az ITV-n, augusztus 16-i premierrel. A szériát Alexandra Burke nyerte meg december 13-án, mentora Cheryl Cole volt. A produceri meghallgatásra 2008 áprilisában került sor, a zsűri előtt júniusban kellett szerepelniük a versenyzőknek. A jelentkezők száma elérte a 182,000 főt. Az élő döntők során számos híresség, többek között Mariah Carey, a Girls Aloud, Beyoncé, a Take That, az Il Divo, Miley Cyrus, Britney Spears és a két évvel ezelőtti győztes Leona Lewis is fellépett.
Burke 1 millió fontot érő lemezszerződést kapott a Syco Music kiadótól (amely a Sony BMG tagja). Debütáló kislemeze a "Hallelujah", melyet eredetileg Leonard Cohen írt , 2008. december 14-én 00:01 perckor jelent meg. Az eddigi leggyorsabban fogyó kislemeznek minősítették.

## A zsűri és a műsorvezetők
Az ötödik évad zsűritagjai: Simon Cowell, Dannii Minogue, Louis Walsh és Cheryl Cole. 2008. június 6-án (hat nappal a londoni meghallgatások előtt) az ITV bejelentette, hogy Sharon Osbourne távozott a műsorból. A média találgatásokba kezdett, mely szerint Osbourne és Minogue rivalizálása váltotta ki a távozást. Sharon elmondása szerint "ideje volt váltani" ám később elismerte, hogy Dannii volt az oka annak, hogy otthagyta a műsort.
Számos spekuláció látott napvilágot arról, hogy ki lesz az új zsűritag, mígnem 2008. június 10-én az ITV bejelentette, hogy Cheryl Cole a Girls Aloud énekesnője veszi át Osbourne helyét.
Újból Dermot O'Leary a show házigazdája, míg az Xtra Factor műsorvezetője Holly Willoughby lett, felváltva a negyedik széria végén távozó Fearne Cotton-t. Brian Friedman mint koreográfus és kreatív rendező, Yvie Brunett pedig, mint énektanár, szintén visszatértek a műsorba.

## A meghallgatások
Rekordszámú versenyző, 182,000 ember jelentkezett az ötödik évad során. A zsűri válogatása 2008 június és júliusában zajlott, Londonban, Birminghamben, Manchesterben, Cardiffban és Glasgowban.
Dannii Minogue nem vett részt az összes válogatáson, az Australia's Got Talent felvételei miatt.

## A "tábor"
Hasonlóan a negyedik szériához, a zsűri most is együtt dolgozott a tábor során. A meghallgatás helyszíne az O2 aréna volt a londoni Greenwich-ben augusztus 4-én, adásba pedig szeptember 27-és 28-án került.
A válogatás során a mintegy 150 versenyzőből mindössze 24 jutott tovább, kategóriánként 6 induló.
A tábor végén a zsűritagok értesültek arról, hogy melyik kategóriának lesznek mentorai.
- Simon Cowell: Fiúk
- Cheryl Cole: Lányok
- Dannii Minogue: 25 felettiek
- Louis Walsh: Csapatok

## Látogatás a zsűrinél
A műsor ezen részét augusztusban és szeptember elején forgatták, adásba október 4-és 5-én került. A korábbi évekhez hasonlóan a zsűritagok vendégül látták 6 versenyzőjüket a "házukban". A jelentkezőknek egyetlen dal éneklésével kellett meggyőzni a zsűritagot és a segítőül hívott vendéget. Kategóriánként 3-an jutottak tovább.
| Kategória | Mentor         | Helyszín                | Vendég          | A kiesett versenyzők | A kiesett versenyzők | A kiesett versenyzők |
| --------- | -------------- | ----------------------- | --------------- | -------------------- | -------------------- | -------------------- |
| Boys      | Simon Cowell   | Barbados                | Sinitta         | Alan Turner          | Liam Payne           | Mali-Michael McCalla |
| Girls     | Cheryl Cole    | Cannes                  | Kimberley Walsh | Amy Connelly         | Annastasia Baker     | Hannah Bradbeer      |
| Over 25s  | Dannii Minogue | Saint-Tropez            | Emma Bunton     | James Williams       | Louise Heatly        | Suzie Furlonger      |
| Groups    | Louis Walsh    | Castle Leslie, Írország | Shane Filan     | 4Instinct            | Desire               | Priority             |

## A kategóriák és a döntősök
A döntőbe került 12 versenyző:
Jelzések:
     – Nyertes
     – Második helyezett
     – Kiesett
| Kategória (Mentor)            | Előadó          | Előadó        | Előadó       |
| ----------------------------- | --------------- | ------------- | ------------ |
| Fiúk (Simon Cowell)           | Austin Drage    | Eoghan Quigg  | Scott Bruton |
| Lányok (Cheryl Cole)          | Alexandra Burke | Diana Vickers | Laura White  |
| 25 felettiek (Dannii Minogue) | Daniel Evans    | Rachel Hylton | Ruth Lorenzo |
| Csapatok (Louis Walsh)        | Bad Lashes      | Girlband      | JLS          |

## Élő show-k
A döntők 2008. október 11-én kezdődtek, a fináléra 2008. december 13-án került sor. Leon Jackson lépett fel az első héten, őt a Girls Aloud követte október 18-án. A döntők során Will Young, Mariah Carey, Leona Lewis, a Take That, a Same Difference és Rhydian Roberts is fellépett. A november 29-i show-n Miley Cyrus és Britney Spears énekeltek egy-egy dalt.
Az utolsó döntőn a Boyzone, a Westlife valamint Beyoncé Knowles duettet énekelt a versenyzőkkel. Knowles emellett előadta az "If I Were A Boy" című slágerét is.
Újdonságot jelentett ebben az évadban, hogy az utolsó két versenyző, akik a párbaj során énekelnek, szabadon dönthettek arról, hogy mit szeretnének előadni, ellentétben azzal, hogy a korábbi években a már elhangzott dalukat kellett megismételniük.

### Hősök: Help for Heroes előadás
A Help for Heroes alapítvány részére készült egy különleges verziója a Mariah Carey-féle "Hero"-nak, melyet a 12 döntős énekelt együtt. A dal 2008. október 25-én az élő döntő után vált letölthetővé. Kislemezként október 28-án jelent meg, az első hét végén 1. helyen állt, 313 244 darabot adtak el belőle.

### Összesített eredmények
Színkódok:
| – mentora Cowell (Fiúk – 16-24 között) | – A versenyző nem lépett fel                                                      |
| – mentora Minogue (25 felettiek)       | – A versenyző biztonságban volt                                                   |
| – mentora Cole (Lányok – 16-24 között) | – A versenyző biztonságban volt és a legtöbb szavazatot kapta a héten             |
| – mentora Walsh (Csapatok)             | – A két legkevesebb szavazatot begyűjtő versenyző, akiknek később énekelniük kell |
|              |                                      | 1. hét                                                | 2. hét                                              | 3. hét                                 | 4. hét                                 | 5. hét                                | 6. hét                                 | 7. hét                                  | 8. hét | 9. hét | 10. hét | 10. hét |
| Első kör     | Második kör                          | 1. hét                                                | 2. hét                                              | 3. hét                                 | 4. hét                                 | 5. hét                                | 6. hét                                 | 7. hét                                  | 8. hét | 9. hét | | |
| ------------ | ------------------------------------ | ----------------------------------------------------- | --------------------------------------------------- | -------------------------------------- | -------------------------------------- | ------------------------------------- | -------------------------------------- | --------------------------------------- | --- | --- | --- | --- |
|              | Alexandra Burke                      | 6th 7,20%                                             | 7th 7,15%                                           | 6th 8,83%                              | 6th 8,82%                              | 2nd 18,35%                            | 4th 13,31%                             | 4th 14,97%                              | 1st 24,53% | 2nd 31,04% | 1st 44,02% | Győztes 58,34% |
|              | JLS                                  | 7th 5,03%                                             | 3rd 9,21%                                           | 4th 10,81%                             | 2nd 17,00%                             | 4th 13,26%                            | 5th 9,91%                              | 5th 11,75%                              | 2nd 24,34% | 1st 35,03% | 2nd 30,65% | Második 41,66% |
|              | Eoghan Quigg                         | 1st 21,19%                                            | 1st 26,77%                                          | 1st 20,73%                             | 1st 19,81%                             | 1st 27,39%                            | 2nd 19,56%                             | 1st 31,79%                              | 3rd 19,58% | 3rd 21,14% | 3rd 25,33% | Kiesett (10. hét) |
|              | Diana Vickers                        | 4th 7,35%                                             | 2nd 16,24%                                          | 2nd 15,13%                             | 3rd 15,24%                             | Biztonságban nincs adat 1             | 1st 31,30%                             | 2nd 18,94%                              | 4th 16,32% | 4th 12,79% | Kiesett (9. hét) | Kiesett (9. hét) |
|              | Ruth Lorenzo                         | 10th 3,47%                                            | 10th 2,95%                                          | 5th 8,93%                              | 5th 10,25%                             | 7th 6,94%                             | 3rd 13,91%                             | 3rd 16,07%                              | 5th 15,23% | Kiesett (8. hét) | Kiesett (8. hét) | Kiesett (8. hét) |
|              | Rachel Hylton                        | 8th 4,77%                                             | 8th 5,01%                                           | 3rd 12,21%                             | 9th 3,81%                              | 5th 10,39%                            | 7th 4,48%                              | 6th 6,48%                               | Kiesett (7. hét) | Kiesett (7. hét) | Kiesett (7. hét) | Kiesett (7. hét) |
|              | Daniel Evans                         | 5th 7,21%                                             | 6th 8,23%                                           | 9th 5,94%                              | 4th 10,83%                             | 3rd 13,77%                            | 6th 7,53%                              | Kiesett (6. hét)                        | Kiesett (6. hét) | Kiesett (6. hét) | Kiesett (6. hét) | Kiesett (6. hét) |
|              | Laura White                          | 3rd 16,99%                                            | 4th 8,99%                                           | 7th 7,53%                              | 7th 7,38%                              | 6th 9,90%                             | Kiesett (5. hét)                       | Kiesett (5. hét)                        | Kiesett (5. hét) | Kiesett (5. hét) | Kiesett (5. hét) | Kiesett (5. hét) |
|              | Austin Drage                         | 9th 3,63%                                             | 5th 8,98%                                           | 8th 6,22%                              | 8th 6,86%                              | Kiesett (4. hét)                      | Kiesett (4. hét)                       | Kiesett (4. hét)                        | Kiesett (4. hét) | Kiesett (4. hét) | Kiesett (4. hét) | Kiesett (4. hét) |
|              | Scott Bruton                         | 2nd 19,48%                                            | 9th 4,17%                                           | 10th 3,67%                             | Kiesett (3. hét)                       | Kiesett (3. hét)                      | Kiesett (3. hét)                       | Kiesett (3. hét)                        | Kiesett (3. hét) | Kiesett (3. hét) | Kiesett (3. hét) | Kiesett (3. hét) |
|              | Girlband                             | 11th 2,17%                                            | 11th 2,30%                                          | Kiesett (2. hét)                       | Kiesett (2. hét)                       | Kiesett (2. hét)                      | Kiesett (2. hét)                       | Kiesett (2. hét)                        | Kiesett (2. hét) | Kiesett (2. hét) | Kiesett (2. hét) | Kiesett (2. hét) |
|              | Bad Lashes                           | 12th 1,51%                                            | Kiesett (1. hét)                                    | Kiesett (1. hét)                       | Kiesett (1. hét)                       | Kiesett (1. hét)                      | Kiesett (1. hét)                       | Kiesett (1. hét)                        | Kiesett (1. hét) | Kiesett (1. hét) | Kiesett (1. hét) | Kiesett (1. hét) |
|              |                                      |                                                       |                                                     |                                        |                                        |                                       |                                        |                                         | | | | |
| Utolsó kettő | Utolsó kettő                         | Bad Lashes, Girlband                                  | Girlband, Ruth Lorenzo                              | Daniel Evans, Scott Bruton             | Austin Drage, Rachel Hylton            | Laura White, Ruth Lorenzo             | Daniel Evans, Rachel Hylton            | JLS, Rachel Hylton                      | Nincs utolsó két helyezett, a zsűri sem dönt, a nézők szavazata alapján derül ki, hogy ki esik ki és ki nyeri meg a versenyt | Nincs utolsó két helyezett, a zsűri sem dönt, a nézők szavazata alapján derül ki, hogy ki esik ki és ki nyeri meg a versenyt | Nincs utolsó két helyezett, a zsűri sem dönt, a nézők szavazata alapján derül ki, hogy ki esik ki és ki nyeri meg a versenyt | Nincs utolsó két helyezett, a zsűri sem dönt, a nézők szavazata alapján derül ki, hogy ki esik ki és ki nyeri meg a versenyt |
|              | Cowell szavazata (hogy ki essen ki)  | Bad Lashes                                            | Ruth Lorenzo                                        | Daniel Evans                           | Rachel Hylton                          | Laura White                           | Daniel Evans                           | Rachel Hylton                           | Nincs utolsó két helyezett, a zsűri sem dönt, a nézők szavazata alapján derül ki, hogy ki esik ki és ki nyeri meg a versenyt | Nincs utolsó két helyezett, a zsűri sem dönt, a nézők szavazata alapján derül ki, hogy ki esik ki és ki nyeri meg a versenyt | Nincs utolsó két helyezett, a zsűri sem dönt, a nézők szavazata alapján derül ki, hogy ki esik ki és ki nyeri meg a versenyt | Nincs utolsó két helyezett, a zsűri sem dönt, a nézők szavazata alapján derül ki, hogy ki esik ki és ki nyeri meg a versenyt |
|              | Minogue szavazata (hogy ki essen ki) | Girlband                                              | Girlband                                            | Scott Bruton                           | Austin Drage                           | Laura White                           | nincs adat ²                           | JLS                                     | Nincs utolsó két helyezett, a zsűri sem dönt, a nézők szavazata alapján derül ki, hogy ki esik ki és ki nyeri meg a versenyt | Nincs utolsó két helyezett, a zsűri sem dönt, a nézők szavazata alapján derül ki, hogy ki esik ki és ki nyeri meg a versenyt | Nincs utolsó két helyezett, a zsűri sem dönt, a nézők szavazata alapján derül ki, hogy ki esik ki és ki nyeri meg a versenyt | Nincs utolsó két helyezett, a zsűri sem dönt, a nézők szavazata alapján derül ki, hogy ki esik ki és ki nyeri meg a versenyt |
|              | Cole szavazata (hogy ki essen ki)    | Girlband                                              | Girlband                                            | Scott Bruton                           | Austin Drage                           | Ruth Lorenzo                          | Daniel Evans                           | Rachel Hylton                           | Nincs utolsó két helyezett, a zsűri sem dönt, a nézők szavazata alapján derül ki, hogy ki esik ki és ki nyeri meg a versenyt | Nincs utolsó két helyezett, a zsűri sem dönt, a nézők szavazata alapján derül ki, hogy ki esik ki és ki nyeri meg a versenyt | Nincs utolsó két helyezett, a zsűri sem dönt, a nézők szavazata alapján derül ki, hogy ki esik ki és ki nyeri meg a versenyt | Nincs utolsó két helyezett, a zsűri sem dönt, a nézők szavazata alapján derül ki, hogy ki esik ki és ki nyeri meg a versenyt |
|              | Walsh szavazata (hogy ki essen ki)   | Bad Lashes                                            | Ruth Lorenzo                                        | Scott Bruton                           | Austin Drage                           | Laura White                           | Daniel Evans                           | Rachel Hylton                           | Nincs utolsó két helyezett, a zsűri sem dönt, a nézők szavazata alapján derül ki, hogy ki esik ki és ki nyeri meg a versenyt | Nincs utolsó két helyezett, a zsűri sem dönt, a nézők szavazata alapján derül ki, hogy ki esik ki és ki nyeri meg a versenyt | Nincs utolsó két helyezett, a zsűri sem dönt, a nézők szavazata alapján derül ki, hogy ki esik ki és ki nyeri meg a versenyt | Nincs utolsó két helyezett, a zsűri sem dönt, a nézők szavazata alapján derül ki, hogy ki esik ki és ki nyeri meg a versenyt |
| Kieső        | Kieső                                | Bad Lashes 2 a 4 szavazatból (nézői szavazat alapján) | Girlband 2 a 4 szavazatból (nézői szavazat alapján) | Scott Bruton 3 a 4 szavazatból többség | Austin Drage 3 a 4 szavazatból többség | Laura White 3 a 4 szavazatból többség | Daniel Evans 3 a 3 szavazatból többség | Rachel Hylton 3 a 4 szavazatból többség | Ruth Lorenzo 15,23% a biztonsághoz                                                                                           | Diana Vickers 12,79% a biztonsághoz                                                                                          | Eoghan Quigg 25,33% a nyeréshez                                                                                              | JLS 41,66% a nyeréshez |
| Kieső        | Kieső                                | Bad Lashes 2 a 4 szavazatból (nézői szavazat alapján) | Girlband 2 a 4 szavazatból (nézői szavazat alapján) | Scott Bruton 3 a 4 szavazatból többség | Austin Drage 3 a 4 szavazatból többség | Laura White 3 a 4 szavazatból többség | Daniel Evans 3 a 3 szavazatból többség | Rachel Hylton 3 a 4 szavazatból többség | Ruth Lorenzo 15,23% a biztonsághoz                                                                                           | Diana Vickers 12,79% a biztonsághoz                                                                                          | Eoghan Quigg 25,33% a nyeréshez                                                                                              | Alexandra Burke 58,34% a nyeréshez                                                                                           |

 1 Diana Vickers laryngitise miatt nem vett részt a műsorban. 

² Dannii Minogue szavazatára nem volt szükség; előtte a zsűri egyhangúlag Daniel-t jelölte kiesésre.

### A döntők listája

#### 1. hét (október 11)
Téma: No.1 slágerek 

Sztárvengéd: Leon Jackson ("Don't Call This Love")
| Sorrend         | Előadó          | Mentor  | Dal (eredeti előadó)                                           | Eredmény     |
| --------------- | --------------- | ------- | -------------------------------------------------------------- | ------------ |
| 1               | Girlband        | Walsh   | "Venus" (The Shocking Blue)                                    | Utolsó kettő |
| 2               | Austin Drage    | Cowell  | "Every Breath You Take" (The Police)                           | Biztonságban |
| 3               | Daniel Evans    | Minogue | "I Want To Know What Love Is" (Foreigner)                      | Biztonságban |
| 4               | Alexandra Burke | Cole    | "I Wanna Dance With Somebody (Who Loves Me)" (Whitney Houston) | Biztonságban |
| 5               | JLS             | Walsh   | "I'll Make Love To You" (Boyz II Men)                          | Biztonságban |
| 6               | Scott Bruton    | Cowell  | "Yeh Yeh" (Georgie Fame)                                       | Biztonságban |
| 7               | Rachel Hylton   | Minogue | "With Every Heartbeat" (Robyn feat. Kleerup)                   | Biztonságban |
| 8               | Diana Vickers   | Cole    | "With or Without You" (U2)                                     | Biztonságban |
| 9               | Bad Lashes      | Walsh   | "It Must Have Been Love" (Roxette)                             | Utolsó kettő |
| 10              | Eoghan Quigg    | Cowell  | "Imagine" (John Lennon)                                        | Biztonságban |
| 11              | Ruth Lorenzo    | Minogue | "Take My Breath Away" (Berlin)                                 | Biztonságban |
| 12              | Laura White     | Cole    | "Fallin'" (Alicia Keys)                                        | Biztonságban |
| Az utolsó kettő |                 |         |                                                                |              |
| 1               | Girlband        | Walsh   | "That's What Friends Are For" (Rod Stewart)                    | Biztonságban |
| 2               | Bad Lashes      | Walsh   | "Wonderwall" (Oasis)                                           | Kiesett      |

A zsűri szavazata arról, hogy ki essen ki:
- Cowell: Bad Lashes
- Cole: Girlband
- Minogue: Girlband
- Walsh: Bad Lashes

Az eredmény döntetlen lett, így a nézői szavazatok alapján a Bad Lashes esett ki.

#### 2. hét (október 18)
Téma: Michael Jackson és Jackson 5 dalok

Sztárvendég(ek): Girls Aloud ("The Promise")
| Sorrend         | Előadó          | Mentor  | Michael Jackson dal                      | Eredmény     |
| --------------- | --------------- | ------- | ---------------------------------------- | ------------ |
| 1               | Alexandra Burke | Cole    | "I'll Be There"                          | Biztonságban |
| 2               | Scott Bruton    | Cowell  | "She's out of My Life"                   | Biztonságban |
| 3               | Ruth Lorenzo    | Minogue | "I Just Can't Stop Loving You"           | Utolsó kettő |
| 4               | Girlband        | Walsh   | "Heal the World"                         | Utolsó kettő |
| 5               | Laura White     | Cole    | "You Are Not Alone"                      | Biztonságban |
| 6               | Austin Drage    | Cowell  | "Billie Jean"                            | Biztonságban |
| 7               | Daniel Evans    | Minogue | "One Day in Your Life"                   | Biztonságban |
| 8               | JLS             | Walsh   | "The Way You Make Me Feel"               | Biztonságban |
| 9               | Diana Vickers   | Cole    | "Man in the Mirror"                      | Biztonságban |
| 10              | Rachel Hylton   | Minogue | "Dirty Diana"                            | Biztonságban |
| 11              | Eoghan Quigg    | Cowell  | "Ben"                                    | Biztonságban |
| Az utolsó kettő |                 |         |                                          |              |
| 1               | Ruth Lorenzo    | Minogue | "Purple Rain" (Prince)                   | Biztonságban |
| 2               | Girlband        | Walsh   | "I Don't Wanna Miss A Thing" (Aerosmith) | Kiesett      |

A zsűri szavazata arról, hogy ki essen ki:
- Walsh: Ruth Lorenzo
- Minogue: Girlband
- Cole: Girlband
- Cowell: Ruth Lorenzo

Az eredmény döntetlen volt, így a nézői szavazatok alapján a Girlband esett ki.

#### 3. hét (október 25)
Téma: Big band 

A döntősök előadták Mariah Carey "Hero" című dalának közös verzióját.
| Sorrend         | Előadó          | Mentor  | Dal (eredeti előadó)                           | Eredmény     |
| --------------- | --------------- | ------- | ---------------------------------------------- | ------------ |
| 1               | Scott Bruton    | Cowell  | "That's Life" (Frank Sinatra)                  | Utolsó kettő |
| 2               | Daniel Evans    | Minogue | "The Lady Is A Tramp" (Frank Sinatra)          | Utolsó kettő |
| 3               | Laura White     | Cole    | "God Bless the Child" (Billie Holiday)         | Biztonságban |
| 4               | Eoghan Quigg    | Cowell  | "L-O-V-E" (Nat King Cole)                      | Biztonságban |
| 5               | Ruth Lorenzo    | Minogue | "Summertime" (Ella Fitzgerald)                 | Biztonságban |
| 6               | Alexandra Burke | Cole    | "Candyman" (Christina Aguilera)                | Biztonságban |
| 7               | Austin Drage    | Cowell  | "Mack The Knife" (Louis Armstrong)             | Biztonságban |
| 8               | JLS             | Walsh   | "Ain't That A Kick In The Head?" (Dean Martin) | Biztonságban |
| 9               | Diana Vickers   | Cole    | "Smile" (Charlie Chaplin)                      | Biztonságban |
| 10              | Rachel Hylton   | Minogue | "Feeling Good" (Gilbert Price)                 | Biztonságban |
| Az utolsó kettő |                 |         |                                                |              |
| 1               | Scott Bruton    | Cowell  | "I Can't Make You Love Me" (Bonnie Raitt)      | Kiesett      |
| 2               | Daniel Evans    | Minogue | "To Where You Are" (Josh Groban)               | Biztonságban |

A zsűri szavazata arról, hogy ki essen ki:
- Cowell: Daniel Evans
- Cole: Scott Bruton
- Minogue: Scott Bruton
- Walsh: Scott Bruton

#### 4. hét (november 1)
Téma: Disco 

Sztárvendég: Will Young ("Grace")
| Sorrend         | Előadó          | Mentor  | Dal (eredeti előadó)                                                                                     | Eredmény     |
| --------------- | --------------- | ------- | --- | ------------ |
| 1               | Rachel Hylton   | Minogue | "Lost In Music" (Sister Sledge)                                                                          | Utolsó kettő |
| 2               | Austin Drage    | Cowell  | "Wishing on a Star" (Rose Royce)                                                                         | Utolsó kettő |
| 3               | Diana Vickers   | Cole    | "Call Me" (Blondie)                                                                                      | Biztonságban |
| 4               | Daniel Evans    | Minogue | "Don't Leave Me This Way" (Harold Melvin & The Blue Notes)                                               | Biztonságban |
| 5               | Laura White     | Cole    | "Somebody Else’s Guy" (Jocelyn Brown)                                                                    | Biztonságban |
| 6               | Eoghan Quigg    | Cowell  | "Could It Be Magic" (Barry Manilow)                                                                      | Biztonságban |
| 7               | Ruth Lorenzo    | Minogue | "No More Tears (Enough Is Enough)" (Donna Summer & Barbra Streisand)                                     | Biztonságban |
| 8               | Alexandra Burke | Cole    | "On The Radio" (Donna Summer)                                                                            | Biztonságban |
| 9               | JLS             | Walsh   | Medley of "Working My Way Back To You"/"Forgive Me Girl" (Frankie Valli & The Four Seasons/The Spinners) | Biztonságban |
| Az utolsó kettő |                 |         | |              |
| 1               | Rachel Hylton   | Minogue | "No More Drama" (Mary J. Blige)                                                                          | Biztonságban |
| 2               | Austin Drage    | Cowell  | "Will You Still Love Me Tomorrow" (The Shirelles)                                                        | Eliminated   |

A zsűri szavazata arról, hogy ki essen ki:
- Cowell: Rachel Hylton
- Cole: Austin Drage
- Minogue: Austin Drage
- Walsh: Austin Drage

#### 5. hét (november 8)
Téma: Mariah Carey dalok 

Sztárvendég: Mariah Carey ("I Stay in Love") 

Carey előadta a "Hero" új verzióját a 11 döntőssel, ugyanis Diana Vickers laryngitise miatt nem vett részt a műsorban.
| Sorrend         | Előadó          | Mentor  | Mariah Carey dal                        | Eredmény     |
| --------------- | --------------- | ------- | --------------------------------------- | ------------ |
| 1               | Eoghan Quigg    | Cowell  | "Anytime You Need a Friend"             | Biztonságban |
| 2               | Ruth Lorenzo    | Minogue | "My All"                                | Utolsó kettő |
| 3               | Laura White     | Cole    | "Endless Love"                          | Utolsó kettő |
| 4               | Rachel Hylton   | Minogue | "Against All Odds"                      | Biztonságban |
| 5               | Diana Vickers   | Cole    | nem énekelt                             | Biztonságban |
| 6               | JLS             | Walsh   | "One Sweet Day"                         | Biztonságban |
| 7               | Daniel Evans    | Minogue | "Open Arms"                             | Biztonságban |
| 8               | Alexandra Burke | Cole    | "Without You"                           | Biztonságban |
| Az utolsó kettő |                 |         |                                         |              |
| 1               | Ruth Lorenzo    | Minogue | "Knockin’ on Heaven’s Door" (Bob Dylan) | Biztonságban |
| 2               | Laura White     | Cole    | "Over the Rainbow" (Judy Garland)       | Eliminated   |

A zsűri szavazata arról, hogy ki essen ki:
- Cowell: Laura White
- Cole: Ruth Lorenzo
- Minogue: Laura White
- Walsh: Laura White

Diana Vickers laryngitise miatt nem vett részt a műsorban. A show szerkesztői engedélyezték, hogy a hatodik héten folytathassa a versenyt, a műsor történetében először.

#### 6. hét (november 15)
Téma: Anglia legjobbjai 

Sztárvendég: Leona Lewis ("Run")
| Sorrend         | Előadó          | Mentor  | Dal (eredeti előadó)                                                                                               | Eredmény     |
| --------------- | --------------- | ------- | --- | ------------ |
| 1               | Daniel Evans    | Minogue | "It's Not Unusual" (Tom Jones)                                                                                     | Utolsó kettő |
| 2               | Alexandra Burke | Cole    | "You Are So Beautiful" (Billy Preston)                                                                             | Biztonságban |
| 3               | JLS             | Walsh   | Medley of "I Want to Hold Your Hand" (The Beatles)/"Twist and Shout" (The Isley Brothers)/"Hey Jude" (The Beatles) | Biztonságban |
| 4               | Rachel Hylton   | Minogue | "You Know I'm No Good" (Amy Winehouse)                                                                             | Utolsó kettő |
| 5               | Eoghan Quigg    | Cowell  | "One More Try" (George Michael)                                                                                    | Biztonságban |
| 6               | Diana Vickers   | Cole    | "Yellow" (Coldplay)                                                                                                | Biztonságban |
| 7               | Ruth Lorenzo    | Minogue | "Angels" (Robbie Williams)                                                                                         | Biztonságban |
| Az utolsó kettő |                 |         | |              |
| 1               | Daniel Evans    | Minogue | "Bridge Over Troubled Water" (Simon & Garfunkel)                                                                   | Eliminated   |
| 2               | Rachel Hylton   | Minogue | "One" (U2) | Biztonságban |

A zsűri szavazata arról, hogy ki essen ki:
- Walsh: Daniel Evans
- Cole: Daniel Evans
- Cowell: Daniel Evans
- Minogue: nem szavazott, mert az eredmény már eldőlt

#### 7. hét (november 22)
Téma: Take That dalok

Sztárvendégek: Take That ("Greatest Day"), Same Difference ("We R One") és Rhydian Roberts ("The Impossible Dream")
| Sorrend         | Előadó          | Mentor  | Take That dal                                               | Eredmény     |
| --------------- | --------------- | ------- | ----------------------------------------------------------- | ------------ |
| 1               | Alexandra Burke | Cole    | "Relight My Fire"                                           | Biztonságban |
| 2               | Ruth Lorenzo    | Minogue | "Love Ain't Here Anymore"                                   | Biztonságban |
| 3               | JLS             | Walsh   | "A Million Love Songs"                                      | Utolsó kettő |
| 4               | Rachel Hylton   | Minogue | "Rule the World"                                            | Utolsó kettő |
| 5               | Diana Vickers   | Cole    | "Patience"                                                  | Biztonságban |
| 6               | Eoghan Quigg    | Cowell  | "Never Forget"                                              | Biztonságban |
| Az utolsó kettő |                 |         |                                                             |              |
| 1               | JLS             | Walsh   | "Stand by Me"/"Beautiful Girls" (Ben E. King/Sean Kingston) | Biztonságban |
| 2               | Rachel Hylton   | Minogue | "And I Am Telling You I'm Not Going" (Jennifer Holliday)    | Kiesett      |

A zsűri szavazata arról, hogy ki essen ki:
- Walsh: Rachel Hylton
- Minogue: JLS
- Cole: Rachel Hylton
- Cowell: Rachel Hylton

#### 8. hét (november 29)
Témák:
1. Britney Spears dalok
2. Amerikai klasszikusok

Sztárvendégek: Britney Spears ("Womanizer") és Miley Cyrus ("7 Things")
| Sorrend | Előadó          | Mentor  | Britney Spears dal                | Sorrend | Második dal (eredeti előadó)                       | Eredmény     |
| ------- | --------------- | ------- | --------------------------------- | ------- | -------------------------------------------------- | ------------ |
| 1       | Ruth Lorenzo    | Minogue | "I Love Rock 'n' Roll"            | 6       | "Always" (Bon Jovi)                                | Kiesett      |
| 2       | JLS             | Walsh   | "...Baby One More Time"           | 7       | "You Light Up My Life" (Debby Boone)               | Biztonságban |
| 3       | Alexandra Burke | Cole    | "Toxic"                           | 8       | "Listen" (Beyoncé Knowles)                         | Biztonságban |
| 4       | Eoghan Quigg    | Cowell  | "Sometimes"                       | 9       | "We're All In This Together" (High School Musical) | Biztonságban |
| 5       | Diana Vickers   | Cole    | "I’m Not a Girl, Not Yet a Woman" | 10      | "Everybody Hurts" (R.E.M.)                         | Biztonságban |

Ettől a héttől kezdve csak a nézői szavazatok számítanak, aki a legkevesebb szavazatot kapta, automatikusan kiesett.

#### 9. hét – elődöntő (december 6)
Témák:
1. A mentor által választott dal
2. A versenyző által választott dal

Sztárvendég: Il Divo ("Amazing Grace")
| Sorrend | Előadó          | Mentor | Első dal – a mentor dala (eredeti előadó) | Order | Második dal – a versenyző dala (eredeti előadó) | Eredmény     |
| ------- | --------------- | ------ | ----------------------------------------- | ----- | ----------------------------------------------- | ------------ |
| 1       | Eoghan Quigg    | Cowell | "Year 3000" (Busted)                      | 5     | "Does Your Mother Know?" (ABBA)                 | Biztonságban |
| 2       | Diana Vickers   | Cole   | "Girlfriend" (Avril Lavigne)              | 6     | "White Flag" (Dido)                             | Kiesett      |
| 3       | Alexandra Burke | Cole   | "Don't Stop the Music" (Rihanna)          | 7     | "Un-Break My Heart" (Toni Braxton)              | Biztonságban |
| 4       | JLS             | Walsh  | "Umbrella" (Rihanna)                      | 8     | "I'm Already There" (Lonestar)                  | Biztonságban |

#### 10. hét – a végső döntő (december 13)
Témák:
1. Karácsonyi dalok
2. Duett a sztárvendéggel
3. Kedvenc dal, amelyet korábban előadtak a verseny során
4. A győztes dala, "Hallelujah", az utolsó két döntős énekli, miután a harmadik kiesett

Sztárvendégek: Beyoncé Knowles ("If I Were a Boy"), a Boyzone és a Westlife
Ebben az évben két különleges előadásra is sor került: azok az ismertté vált korábbi jelentkezők, akik nem jutottak be a versenybe, előadták az "I Have a Dream" című dalt, míg a 12 döntős közös produkcióként előadta az "Ain't No Mountain High Enough"-ot.
| Sorrend | Előadó          | Mentor | Első dal (eredeti előadó)                        | Második dal (eredeti előadó)                            | Harmadik dal (eredeti előadó)                      | Negyedik dal (a győztes dala) | Eredmény           |
| ------- | --------------- | ------ | ------------------------------------------------ | ------------------------------------------------------- | -------------------------------------------------- | ----------------------------- | ------------------ |
| 1       | Eoghan Quigg    | Cowell | "I Wish It Could Be Christmas Everyday"(Wizzard) | "Picture of You" duett a Boyzone-nal (Boyzone)          | "We're All In This Together" (High School Musical) | kiesett                       | Harmadik helyezett |
| 2       | JLS             | Walsh  | "Last Christmas" (Wham!)                         | "Flying Without Wings" együtt a Westlife-val (Westlife) | "I'm Already There" (Lonestar)                     | "Hallelujah" (Leonard Cohen)  | Második helyezett  |
| 3       | Alexandra Burke | Cole   | "Silent Night" (karácsonyi dal)                  | "Listen" duett Beyoncéval (Beyoncé Knowles)             | "You Are So Beautiful" (Billy Preston)             | "Hallelujah" (Leonard Cohen)  | Győztes            |

## Szavazatok
Az Xtra Factor-ban, nem sokkal az utolsó döntő eredményhirdetése után, Holly Willoughby felsorolta, hogy hétről hétre ki kapta a legtöbb szavazatot.
A műsor során a nézők összesen 16,469,064 szavazatot adtak le.

## Nézettség
| Show              | Dátum         | Átlagos nézettség (millió) | Megosztottság | Nézettségi csúcs (millió) | Hivatalos nézettség (millió) | Heti helyezés |
| ----------------- | ------------- | -------------------------- | ------------- | ------------------------- | ---------------------------- | ------------- |
| 1.válogatás       | augusztus 16  | 10.2                       | 48,2%         | 12.1                      | 10.78                        | #1            |
| 2.válogatás       | augusztus 23  | 9.4                        | 45,4%         | 10.9                      | 10.10                        | #1            |
| 3.válogatás       | augusztus 30  | 8.2                        | 43,5%         | 9.8                       | 8.80                         | #2            |
| 4.válogatás       | szeptember 6  | 9.0                        | 42,8%         | 10.5                      | 9.57                         | #1            |
| 5.válogatás       | szeptember 13 | 9.4                        | 43,2%         | 10.4                      | 9.96                         | #1            |
| 6.válogatás       | szeptember 20 | 9.3                        | 41,7%         | 10.5                      | 10.01                        | #1            |
| 1. kiképzőtábor   | szeptember 27 | 8.2                        | 36,0%         | 9.3                       | 8.94                         | #6            |
| 2. kiképzőtábor   | szeptember 28 | 8.9                        | 38,1%         | 9.8                       | 9.47                         | #1            |
| 1. zsűrilátogatás | október 4     | 9.8                        | 40,5%         | 11.0                      | 10.84                        | #1            |
| 2. zsűrilátogatás | október 5     | 9.5                        | 42,7%         | 11.4                      | 10.11                        | #3            |
| 1. döntő          | október 11    | 10.4                       | 44,1%         | 11.3                      | 11.09                        | #1            |
| 1. eredmény       | október 11    | 8.0                        | 40,8%         | 9.2                       | 9.05                         | #7            |
| 2. döntő          | október 18    | 9.3                        | 38,5%         | 10.9                      | 10.21                        | #3            |
| 2. eredmény       | október 18    | 7.9                        | 39,7%         | 9.1                       | 9.13                         | #9            |
| 3. döntő          | október 25    | 9.7                        | 39,7%         | 10.8                      | 10.37                        | #2            |
| 3. eredmény       | október 25    | 7.7                        | 38,0%         | 8.7                       | 8.89                         | #10           |
| 4. döntő          | november 1    | 10.9                       | 43,3%         | 12.1                      | 11.65                        | #1            |
| 4. eredmény       | november 1    | 8.5                        | 37,6%         | 9.8                       | 9.72                         | #6            |
| 5. döntő          | november 8    | 10.2                       | 42,6%         | 11.2                      | 10.72                        | #2            |
| 5. eredmény       | november 8    | 8.3                        | 35,6%         | 10.0                      | 9.46                         | #7            |
| 6. döntő          | november 15   | 10.6                       | 43,5%         | 11.8                      | 11.28                        | #1            |
| 6. eredmény       | november 15   | 9.5                        | 42,9%         | 10.5                      | 10.62                        | #2            |
| 7. döntő          | november 22   | 10.6                       | 43,2%         | 12.2                      | 11.77                        | #1            |
| 7. eredmény       | november 22   | 9.2                        | 41,1%         | 10.0                      | 9.98                         | #6            |
| 8. döntő          | november 29   | 11.9                       | 46,0%         | 12.8                      | 12.67                        | #1            |
| 8. eredmény       | november 29   | 10.7                       | 50,0%         | 11.3                      | 11.41                        | #2            |
| Elődöntő          | december 6    | 9.7                        | 39,1%         | 11.6                      | 10.30                        | #3            |
| Elődöntő eredmény | december 6    | 9.8                        | 39,6%         | 11.2                      | 10.60                        | #2            |
| Végső döntő       | december 13   | 13.2                       | 50,3%         | 14.6                      | 13.77                        | #2            |
| Végső eredmény    | december 13   | 13.5                       | 54,4%         | 14.6                      | 14.06                        | #1            |
| A széria átlaga   | 2008          | 9.7                        | 42,4%         | 11.0                      | 10.51                        | -             |

## Fordítás
- Ez a szócikk részben vagy egészben  a   The X Factor (UK series 5) című angol Wikipédia-szócikk fordításán alapul.  Az eredeti cikk szerkesztőit annak laptörténete sorolja fel. Ez a jelzés csupán a megfogalmazás eredetét és a szerzői jogokat jelzi, nem szolgál a cikkben szereplő információk forrásmegjelöléseként.